# Austin (línea Azul)
Austin es una estación en la línea Azul del Metro de Chicago. La estación se encuentra localizada en 1050 South Austin Boulevard en Oak Park, Illinois. La estación Austin fue inaugurada el 22 de junio de 1958.  La Autoridad de Tránsito de Chicago es la encargada por el mantenimiento y administración de la estación. La estación está localizada justo a lo largo del Dwight D. Eisenhower Expressway.

## Descripción
La estación Austin cuenta con 1 plataforma central y 2 vías. 

## Conexiones
La estación es abastecida por las siguientes conexiones: 
- Rutas del CTA Buses: #91 Austin